# Barry Watson
Barry Watson, właściwie Michael Barrett „Bucky” Watson (ur. 23 kwietnia 1974 w Traverse City w stanie Michigan) – amerykański aktor, scenarzysta i reżyser telewizyjny i filmowy, najbardziej znany jako Matt Camden z serialu CBS Siódme niebo (7th Heaven).

## Życiorys

### Wczesne lata
Urodził się w Traverse City w stanie Michigan jako trzecie z czworga dzieci Karen, asystentki prawnej, i Michaela Watsona, prawnika. Dorastał z dwójką braci – starszym Scottem i młodszym Kipą oraz starszą siostrą Christie. Kiedy miał osiem lat jego rodzina przeprowadziła się do Dallas w stanie Teksas, gdzie rozpoczął karierę jako model. Studiował aktorstwo w Dallas Young Actors Studio. W 1988, gdy miał czternaście lat jego rodzice rozwiedli się. W 1992 ukończył Richardson High School w Richardson, w stanie Teksas. W wieku dziewiętnastu lat osiedlił się w Los Angeles, gdzie podjął pracę na parkingu samochodowym przy nocnym klubie House of Blues.

### Kariera
Mając piętnaście lat przeniósł się do Burbank w stanie Kalifornia i sześć miesięcy później zadebiutował na małym ekranie w operze mydlanej NBC Dni naszego życia (Days of Our Lives, 1990) jako Randy. Powrócił na mały ekran w filmach telewizyjnych – teledramacie Warner Bros. Historia Mariny (Fatal Deception: Mrs. Lee Harvey Oswald, 1993) z Heleną Bonham Carter oraz telewizyjnym remake’u sci-fi z 1958 roku HBO Atak kobiety o 50 stopach wzrostu (Attack of the 50 Foot Woman, 1993) z Daryl Hannah i Danielem Baldwinem. Następnie pojawił się gościnnie w sitcomie CBS Pomoc domowa (The Nanny, 1994) z Fran Drescher, sitcomie ABC Jak dwie krople czekolady (Sister, Sister, 1995), serialu Słoneczny patrol (Baywatch, 1996) u boku Davida Hasselhoffa, Pameli Anderson, Yasmine Bleeth i Davida Chokachi, serialu CBS Nash Bridges (1996) z Donem Johnsonem i serialu Aarona Spellinga NBC Plaże Malibu (Malibu Shores, 1996) z Keri Russell, Randy Spellingiem, Susan Ward, Gregiem Vaughanem i Charismą Carpenter.
Zagrał w dramacie telewizyjnym CBS Dziewczyna do towarzystwa (Co-ed Call Girl, 1996) z Tori Spelling i Jeri Ryan oraz produkcjach kinowych – czarnej komedii Jak wykończyć panią T.? (Teaching Mrs. Tingle, 1999) z Helen Mirren i Katie Holmes, dreszczowcu Gdy zjawią się obcy (When Strangers Appear, 2001) z Radhą Mitchell i Joshem Lucasem, komedii Fajna z niego babka (Sorority Boys, 2002), komedii romantycznej Miłość na stronie (Love on the Side, 2004) u boku Jennifer Tilly i horrorze Boogeyman (2005) z Emily Deschanel.
Jednak prawdziwą popularność zdobył jako Matt Camden w serialu CBS Siódme niebo (7th Heaven, 1996-2006), którego był także reżyserem i scenarzystą, a w trzecim sezonie i 14. odcinku wykonał utwór „Love is All Around”. Spodobał się także telewidzom w roli Briana Davisa w serialu ABC Czas na Briana (What About Brian, 2006-2007).

### Życie prywatne
21 listopada 1997 poślubił Laurę Payne-Gabriel. Jednak w 2002 doszło do rozwodu. Od 2004 roku spotykał się z Tracy Hutson, którą poślubił w dniu 14 lipca 2006. Mają dwóch synów: Olivera (ur. 2005) i Felixa (ur. 13 listopada 2007). We wrześniu 2011 rozwiódł się.
W maju 2011 związał się z Natashą Gregson Wagner, z którą ma córkę Clover Clementyne Watson (ur. 2012). Pobrali się 21 grudnia 2014.
W maju 2002 rozpoznano u niego ziarnicę złośliwą. Jednak w grudniu 2003 nastąpiła remisja choroby.

## Wybrana filmografia

### filmy fabularne
- 1993: Historia Mariny (Fatal Deception: Mrs. Lee Harvey Oswald, TV) jako młody facet w stacji telewizyjnej
- 1993: Atak kobiety o 50 stopach wzrostu (Attack of the 50 Foot Woman) jako nastolatek
- 1996: Dziewczyna do towarzystwa (Co-ed Call Girl, TV) jako Jack Collins
- 1999: Jak wykończyć panią T.? (Teaching Mrs. Tingle) jako Luke Churner
- 2001: Gdy zjawią się obcy (When Strangers Appear) jako Jack Barrett
- 2001: Ocean’s Eleven: Ryzykowna gra w roli samego siebie
- 2002: Fajna z niego babka (Sorority Boys) jako Dave / Daisy
- 2004: Miłość na stronie (Love on the Side) jako Jeff Sweeney
- 2005: Boogeyman jako Tim Jensen

### seriale TV
- 1990: Dni naszego życia (Days of Our Lives) jako Randy
- 1994: Pomoc domowa (The Nanny, (Sezon 2 odcinek 3) jako Greg
- 1995: Jak dwie krople czekolady (Sister, Sister) jako Barney
- 1996: Słoneczny patrol (Baywatch) jako Thomas Edward „Kowboj” O'Hara
- 1996: Nash Bridges jako Trent
- 1996: Plaże Malibu (Malibu Shores) jako Seth
- 1996-2006: Siódme niebo (7th Heaven) jako Matt Camden
- 2006-2007: Czas na Briana (What About Brian) jako Brian Davis
- 2007–2009: Kim jest Samantha? (Samantha Who?) jako Todd Deepler
- 2010: Jej Szerokość Afrodyta (Drop Dead Diva) jako Evan
- 2012: Plotkara jako Steven Spence
- 2014: Doktor Hart (Hart of Dixie) jako Davis Polk
- 2014: Masters of Sex jako Shelley Decklin
- 2019: Na cały głos (The Loudest Voice) jako Lachlan Murdoch
- 2020: Into the Dark jako Henry Cameron